# How I Got Over
How I Got Over – dziewiąty album studyjny amerykańskiej grupy hip-hopowej The Roots, wydany w czerwcu 2010 roku. Zawiera elementy muzyki funk, indie rock, folk oraz muzyki jazzowej. 

## Lista utworów
| 1.  | "A Peace of Light" (gościnnie Amber Coffman, Angel Deradoorian & Haley Dekle) | 1:50  |
|     |                                                                               |       |
| 2.  | "Walk Alone" (gościnnie Truck North, P.O.R.N. i Dice Raw)                     | 3:55  |
|     |                                                                               |       |
| 3.  | "Dear God 2.0" (gościnnie Monsters of Folk)                                   | 3:52  |
|     |                                                                               |       |
| 4.  | "Radio Daze" (gościnnie Blu, P.O.R.N. i Dice Raw)                             | 4:16  |
|     |                                                                               |       |
| 5.  | "Now or Never" (gościnnie Phonte i Dice Raw)                                  | 4:34  |
|     |                                                                               |       |
| 6.  | "How I Got Over" (gościnnie Dice Raw)                                         | 3:36  |
|     |                                                                               |       |
| 7.  | "DillaTUDE: The Flight of Titus"                                              | 0:42  |
|     |                                                                               |       |
| 8.  | "The Day" (gościnnie Blue, Phonte i Patty Crash)                              | 3:44  |
|     |                                                                               |       |
| 9.  | "Right On" (gościnnie Joanna Newsom i STS)                                    | 3:36  |
|     |                                                                               |       |
| 10. | "Doin' It Again"                                                              | 2:24  |
|     |                                                                               |       |
| 11. | "The Fire" (gościnnie John Legend)                                            | 3:41  |
|     |                                                                               |       |
| 12. | "Tunnel Vision"                                                               | 0:40  |
|     |                                                                               |       |
| 13. | "Web 20/20" (gościnnie Peedi Peedi i Truck North)                             | 2:46  |
|     |                                                                               |       |
| 14. | "Hustla" (gościnnie STS)[5]                                                   | 2:56  |
|     |                                                                               |       |
|     |                                                                               | 42:32 |
|     |                                                                               |       |

## Muzycy
- Black Thought - rap
- Questlove - perkusja
- Kamal Gray - instrumenty klawiszowe
- Owen Biddle - gitara basowa
- Freddie Knuckles - perkusjonalia
- Captain Kirk Douglas - gitara
- Damon "Tuba Gooding Jr." Bryson - tuba
- Amber Coffman - głos ("A Peace of Light")
- Angel Deradoorian - głos ("A Peace of Light")
- Haley Dekle - głos ("A Peace of Light")
- Truck North - rap ("Walk Alone", "Web 20/20")
- P.O.R.N. - rap ("Walk Alone", "Radio Daze")
- Dice Raw - rap ("Walk Alone", "Radio Daze", "Now or Never", "How I Got Over")
- Mercedes Martinez - głos ("Walk Alone", "Dear God 2.0", "Radio Daze")
- Jim James - głos ("Dear God 2.0")
- Pedro Martinez - instrumenty klawiszowe ("Dear God 2.0")
- Larry Gold - wiolonczela ("Dear God 2.0")
- Blu - rap ("Radio Daze", "The Day")
- Phonte - rap ("Now or Never", "The Day")
- Patty Crash - głos ("The Day")
- Joanna Newsom - głos ("Right On")
- STS - rap ("Right On", "Hustla")
- John Legend - głos, fortepian ("The Fire")
- Peedi Peedi - rap ("Web 20/20")